# Blodkoagulering
Blodkoagulering är den viktigaste delen i hemostasen, det vill säga kroppens sätt att hindra och klara av blodförlust vid skador. Blodkoaguleringen delas upp i primär (cellulär) och sekundär (humoral) hemostas. Blodkoaguleringen kan vara onormal, som vid blödarsjuka då den är nedsatt och som vid trombofili då den är förhöjd.

## Primär hemostas

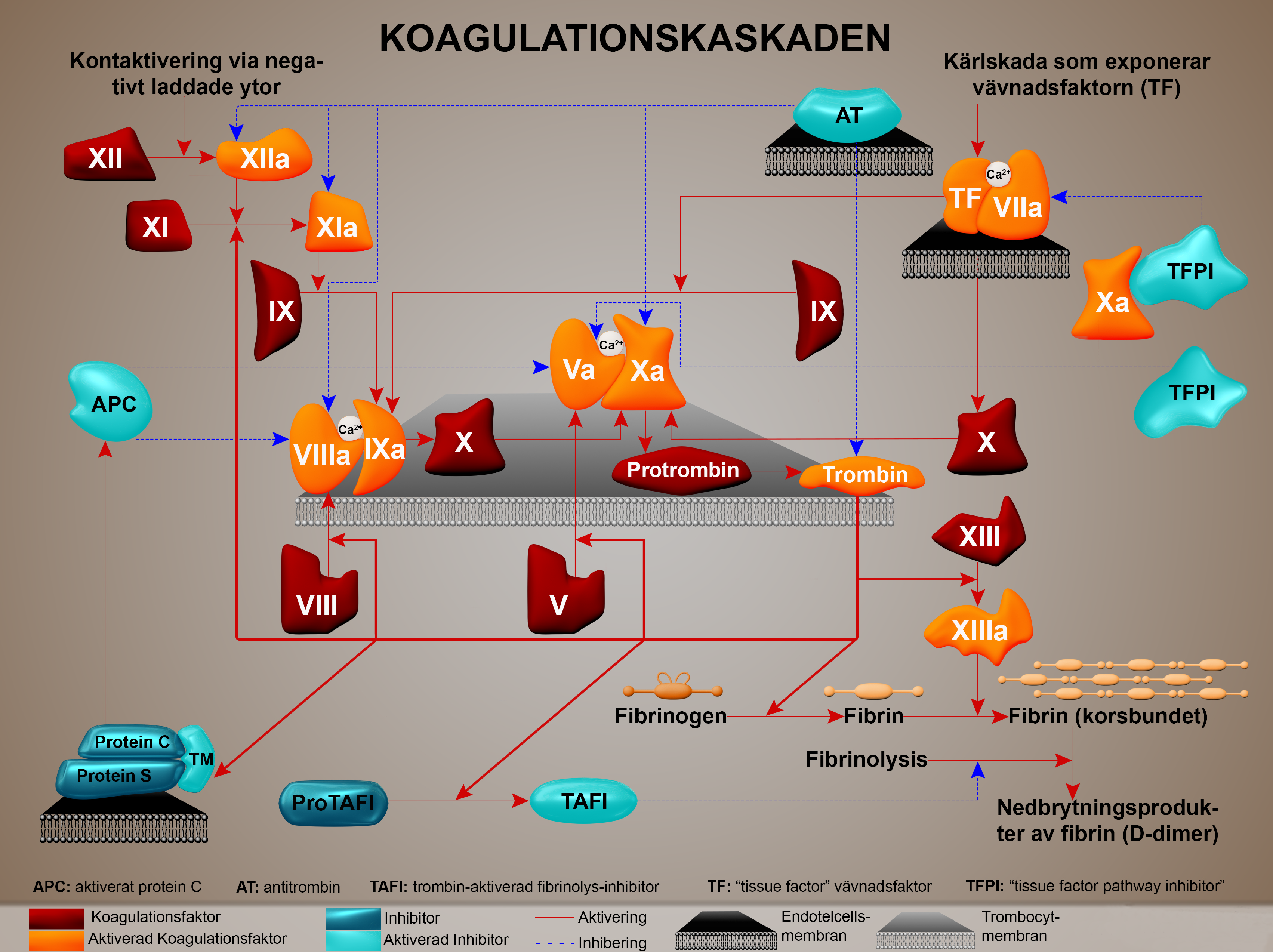
Sammanfattande bild av koagulationskaskaden

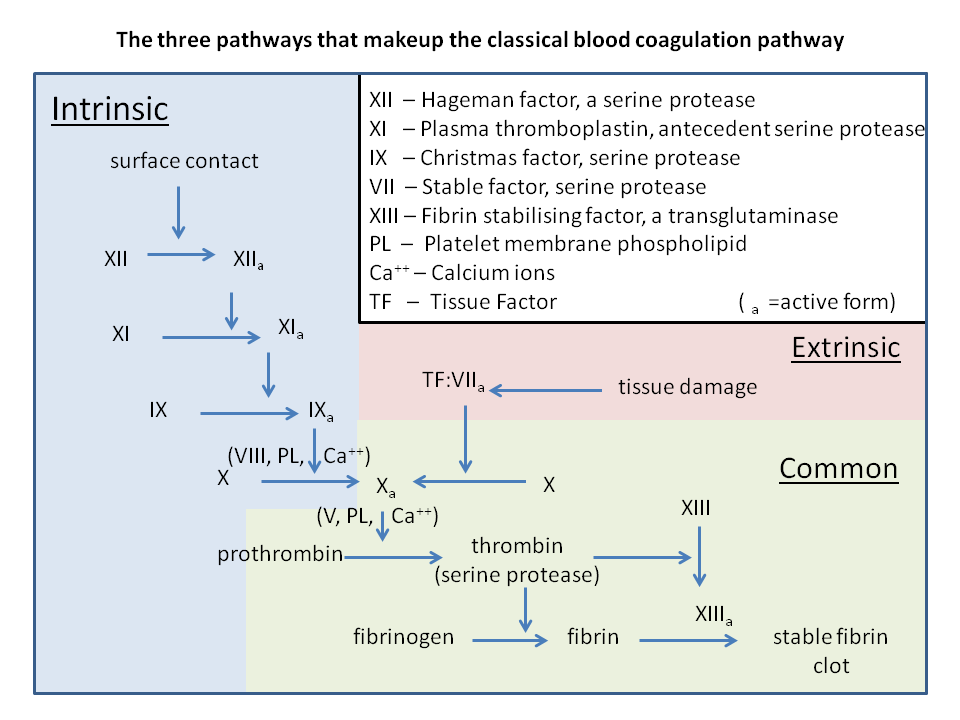
Det interna och externa koagulationssystemet

I den primära (cellulära) hemostasen kommer proteiner från den skadade blodkärlsväggens innandöme, främst kollagen, i kontakt med blodplättarna (trombocyterna). De aktiverade trombocyterna binds till kollagen med glykoprotein-receptor och med von Willebrand-faktorn. Medfödd brist på denna faktor orsakar von Willebrands sjukdom med ökad blödningstendens. Trombocyterna utsöndrar granula vilket leder till frisättning av adenosindifosfat och fibrinogen. Adenosindifosfatet bidrar till trombocyternas klibbighet och fler trombocyter kommer att samlas vid platsen för skadan.

## Sekundär hemostas
Den sekundära (humorala) hemostasen kan delas upp i två delar, det externa (extrinsic) och det interna (intrinsic) koagulationssystemet. Det externa bildar en mindre mängd fibrin och sätter igång det interna systemet som producerar en större mängd fibrin.

### Externa koagulationssystemet
Koagulationsfaktorn Faktor VII binds till en vävnadsfaktor som finns i kärlväggen och som frigörs vid en skada. Detta komplex aktiverar faktor X som omvandlar protrombin (faktor II) till trombin. Trombin aktiverar fibrinogen till fibrin samt aktiverar faktor VIII och faktor V. Fibrinet bildar en primär plugg. Faktor VII aktiverar även faktor IX.

### Interna koagulationssystemet
Aktiverad faktor V, faktor X och kalciumjoner aktiverar protrombin (faktor II) till trombin som i sin tur omvandlar fibrinogen till aktivt fibrin. Fibrinet bildar sedan ett nätverk med andra fibrintrådar, och bildar på så sätt en plugg över skadan som förstärker den plugg som bildades i det externa koagulationssystemet.

## Fibrinolytiska systemet
När väl läkningen har kommit igång och fibrintrådarna inte behövs längre löses denna plugg upp genom att kroppen använder sig av plasmin som bildas då förstadiet plasminogen aktiveras av bland annat urokinas, trombin, fibrin och faktor XII.

## Blödarsjuka
Medfödd brist på faktor VIII eller IX orsakar blödarsjuka.

## Hämning av koagulering
Vissa av koagulationsfaktorerna (II, VII, IX och X) är beroende av aktiverat vitamin K för att de ska fungera. Genom att hämma aktiveringen av detta vitamin kan man hämma dessa faktorer och därmed hela den humorala koagulationen. Detta är precis vad läkemedlet warfarin (Waran) åstadkommer.
Läkemedel med acetylsalicylsyra, den verksamma substansen i de klassiska värktabletterna Treo och Magnecyl men även i Trombyl, hämmar blodplättarnas bindning till varandra och gör därmed den primära hemostasen långsammare.
Flera faktorer kan hämma koaguleringen. Protein C bryter ner aktiverat faktor V och aktiverat faktor VIII. Protein C är beroende av vitamin K och kofaktorn protein S för att fungera. Antitrombin hämmar flera olika faktorer när det är under inverkan av heparin. Tissue factor pathway inhibitor (TFPI) tillverkas i levern och hämmar flera olika faktorer.
Vid provtagning så använder man EDTA, heparin eller citrat för att förhindra att blodet koagulerar i provtagningsröret.
Inom vården finns det ibland ett behov av att mäta kroppens förmåga att stoppa en blödning. Vanliga metoder är Dukes test och Ivy.

## Koagulationsfaktorer
De främsta fyra första koagulationsfaktorerna är kända under sitt trivialnamn, för de andra används sifferbeteckningen.
| Nummer | Namn                        | Molekylvikt | Halveringstid (h) | K-vitaminberoende |
| ------ | --------------------------- | ----------- | ----------------- | ----------------- |
| I      | Fibrinogen                  | 340 000     | 96                | Nej               |
| II     | Protrombin                  | 72 000      | 72                | Ja                |
| III    | Vävnadsfaktor               | 300 000     |                   | Nej               |
| IV     | Kalcium                     | 40          |                   | -                 |
| V      | Proaccelerin                | 400 000     | 20                | Nej               |
| VI     | Hör ihop med faktor V       | -           |                   | -                 |
| VII    | Prokonvertin                | 63 000      | 5                 | Ja                |
| VIII   | Antihemofil faktor A        | 1 000 000   | 12                | Nej               |
| IX     | Christmasfaktor, AHF B      | 55 000      | 24                | Ja                |
| X      | Stuart-Prowers faktor       | 55 000      | 30                | Ja                |
| XI     | Rosenthalfaktor, PTA        | 160 000     | 48                | Nej               |
| XII    | Hagemanfaktor               | 100 000     | 50                | Nej               |
| XIII   | Fibrinstabiliserande faktor | 320 000     | 250               | Nej               |